# Mafia (serie)
Mafia es una serie de videojuegos de acción y aventura creados y desarrollados originalmente por 2K Czech (anteriormente Illusion Softworks). Sin embargo, desde la tercera entrega, los juegos son desarrollados por Hangar 13 y publicados por 2K Games. La franquicia consta de tres entregas principales, junto con un remake del primer juego, una versión remasterizado del segundo juego y dos spin-offs para dispositivos móviles. Un cuarto juego está en desarrollo activo.
Los juegos de la serie Mafia están ambientados en lugares ficticios inspirados en ciudades estadounidenses reales y, por lo general, presentan escenarios históricos, desde la época de la Gran Depresión, Lost Heaven en el primer juego, hasta New Bordeaux de los años 60 en Mafia III. La jugabilidad se centra en un entorno mundo abierto donde los jugadores completan misiones para avanzar en una historia general, así como participar en diversas actividades secundarias, aunque de una manera más lineal que otras series de mundo abierto como Grand Theft Auto. Sin embargo, la mayoría de los juegos incluyen un modo Free Ride adicional, que permite a los jugadores activar misiones desde el mundo abierto. La serie se centra en diferentes protagonistas que se involucran con la Mafia de una forma u otra, ya sea intentando ascender en sus filas o derribándola por haberles perjudicado. Los antagonistas suelen ser personajes que han traicionado al protagonista o a su organización, o personajes que tienen el mayor impacto impidiendo el progreso del protagonista.
Todos los juegos de la franquicia han sido bien recibidos por los críticos, con elogios por sus narrativas complejas, diseño de mundo abierto y enfoque en el realismo (realismo (arte)), aunque Mafia III recibió críticas significativamente peores que los demás. debido a su estructura de juego repetitiva. La serie Mafia también ha tenido éxito comercial, con ventas combinadas de más de 17 millones de unidades.

## Videojuegos
| Año                               | Título                          | Desarrollador      | Lanzamiento                   | Lanzamiento     | Lanzamiento     |
| Año                               | Título                          | Desarrollador      | Consola                       | Computadora     | Móvil           |
| Serie principal                   | Serie principal                 | Serie principal    | Serie principal               | Serie principal | Serie principal |
| --------------------------------- | ------------------------------- | ------------------ | ----------------------------- | --------------- | --------------- |
| 2002                              | Mafia                           | Illusion Softworks | PlayStation 2, Xbox           | Windows         |                 |
| 2010                              | Mafia II                        | 2K Czech           | PS3, Xbox 360                 | Windows, OS X   |                 |
| 2016                              | Mafia III                       | Hangar 13          | PS4, Xbox One                 | Windows, OS X   |                 |
| 2020                              | Mafia: Definitive Edition       | Hangar 13          | PS4, Xbox One                 | Windows         |                 |
| 2025                              | Mafia: The Old Country          | Hangar 13          | PS5, Xbox Series X y Series S |                 |                 |
| Paquetes de expansión de historia |                                 |                    |                               |                 |                 |
| 2010                              | Mafia II: The Betrayal of Jimmy | 2K Czech           | PS3, Xbox 360                 | Windows         |                 |
| 2010                              | Mafia II: Jimmy's Vendetta      | 2K Czech           | PS3, Xbox 360                 | Windows         |                 |
| 2010                              | Mafia II: Joe's Adventures      | 2K Czech           | PS3, Xbox 360                 | Windows         |                 |
| 2017                              | Mafia III: Faster, Baby!        | Hangar 13          | PS4, Xbox One                 | Windows, OS X   |                 |
| 2017                              | Mafia III: Stones Unturned      | Hangar 13          | PS4, Xbox One                 | Windows         |                 |
| 2017                              | Mafia III: Sign of the Times    | Hangar 13          | PS4, Xbox One                 | Windows         |                 |
| Ediciones de remasterizadas       |                                 |                    |                               |                 |                 |
| 2020                              | Mafia II: Definitive Edition    | d3t                | PS4, Xbox One                 | Windows         |                 |
| Derivados movíles                 |                                 |                    |                               |                 |                 |
| 2010                              | Mafia II Mobile                 | Twistbox Games     |                               |                 | Teléfono móvil  |
| 2016                              | Mafia III: Rivals               | Cat Daddy Games    | iOS, Android                  |                 |                 |

| 2002 | Mafia                           |
| 2003 |                                 |
| 2004 |                                 |
| 2005 |                                 |
| 2006 |                                 |
| 2007 |                                 |
| 2008 |                                 |
| 2009 |                                 |
| 2010 | Mafia II                        |
| 2010 | Mafia II Mobile                 |
| 2010 | Mafia II: The Betrayal of Jimmy |
| 2010 | Mafia II: Jimmy's Vendetta      |
| 2010 | Mafia II: Joe's Adventures      |
| 2011 |                                 |
| 2012 |                                 |
| 2013 |                                 |
| 2014 |                                 |
| 2015 |                                 |
| 2016 | Mafia III                       |
| 2016 | Mafia III: Rivals               |
| 2017 | Mafia III: Faster: Baby!        |
| 2017 | Mafia III: Stones Unturned      |
| 2017 | Mafia III: The Sign of Times    |
| 2018 |                                 |
| 2019 |                                 |
| 2020 | Mafia II: Definitive Edition    |
| 2020 | Mafia III: Definitive Edition   |
| 2020 | Mafia: Definitive Edition       |
| 2020 | Mafia: Trilogy                  |
| 2021 |                                 |
| 2022 |                                 |
| 2023 |                                 |
| 2024 |                                 |
| TBA  | Juego de Mafia sin título       |

### Mafia(2002)
El primer juego de la serie, Mafia (conocido durante el prelanzamiento como Mafia: The City of Lost Heaven), fue desarrollado por Illusion Softworks y publicado por Gathering of Developers para Microsoft Windows en agosto de 2002. Posteriormente fue portado a PlayStation 2 y Xbox en febrero de 2004 y marzo de 2004, respectivamente. Ambientado en la ciudad ficticia de Lost Heaven, basado libremente en Chicago, de 1930 a 1938, el juego sigue a Tommy Angelo, un taxista convertido en mafioso, y su ascenso y caída dentro de la familia criminal Salieri.

#### Mafia: Definitive Edition(2020)
Mafia: Definitive Edition es un remake del juego Mafia original, desarrollado por Hangar 13 y publicado por 2K Games para Windows, PlayStation 4 y Xbox One en septiembre de 2020. El remake se basa en los sistemas de juego introducidos en Mafia III al tiempo que agrega varias características nuevas, como la introducción de motocicletas a la serie, y sigue de cerca la trama del original, con varias modificaciones, principalmente al diálogo y las ubicaciones.

### Mafia II(2010)
Mafia II es la secuela independiente de Mafia y fue desarrollada por 2K Czech y publicada por 2K Games para Windows, PlayStation 3 y Xbox 360 en agosto de 2010. También se lanzó una versión de Mac OS X en diciembre de 2011. El juego está ambientado en la metrópolis ficticia de Empire Bay, inspirada en varias ciudades estadounidenses, pero principalmente por Nueva York, de 1945 a 1951. Cuenta la historia de Vito Scaletta, un joven criminal siciliano-estadounidense y veterano de la Segunda Guerra Mundial, que queda atrapado en una lucha de poder entre las diversas familias mafiosas de Empire Bay mientras intenta pagar las deudas de su difunto padre y asegurarse un mejor estilo de vida.

#### Contenido descargable
El 26 de mayo de 2010, antes del lanzamiento del juego, se anunciaron cuatro paquetes de contenido como bonos de reserva en América y Europa, cada uno de ellos disponible a través de diferentes minoristas. El Vegas Pack que contenía dos coches y trajes adicionales para Vito y el War Hero Pack que contenía dos vehículos y trajes de estilo militar estaban disponibles en GameStop y EBGames. El Renegade Pack que contenía dos autos deportivos y dos chaquetas estaba disponible en Amazon y el Greaser Pack que incluía dos hot rods y dos trajes estaba disponible para Clientes de Best Buy. Todos los paquetes de reserva estaban disponibles para su compra como complementos de juegos en PlayStation Network, Xbox Live y Steam.
Tras el lanzamiento de Mafia II, 2K Games apoyó el juego con tres paquetes principales de contenido descargable (DLC). El primero, titulado "La traición de Jimmy", se lanzó inicialmente como exclusivo de PlayStation 3 y presenta una nueva historia protagonizada por el protagonista Jimmy, un pistolero a sueldo que trabaja para varios grupos criminales en Empire Bay. El segundo paquete, titulado Jimmy's Vendetta, se lanzó en septiembre de 2010 y es una continuación de la historia de Jimmy, mientras que el tercero, titulado Joe's Adventures, se lanzó en noviembre de 2010 y sigue al mejor amigo de Vito, Joe Barbaro, durante los capítulos que faltan de la historia de Mafia II.
Feral Interactive lanzó una versión de Mafia II que contiene el juego base y todos los paquetes DLC, titulada Mafia II: Director's Cut, en diciembre de 2011.

### Mafia III(2016)
Mafia III fue desarrollado por Hangar 13 y publicado por 2K Games para Windows, PlayStation 4 y Xbox One en octubre de 2016. Fue más tarde lanzado para macOS en mayo de 2017 y para Google Stadia en octubre de 2021. Ambientado en la ciudad ficticia de New Bordeaux, basada en Nueva Orleans, en 1968, el juego sigue a ex criminales y Veterano de Vietnam Lincoln Clay, quien se ve obligado a regresar a una vida criminal para ayudar a su familia adoptiva a resolver problemas con la rama local de la mafia. Después de que la mafia traiciona y asesina a su familia, Lincoln se embarca en una búsqueda de venganza mientras construye lentamente un imperio criminal y toma el poder de otras organizaciones criminales en la ciudad.

#### Contenido descargable
De manera similar a Mafia II, 2K Games lanzó tres paquetes DLC basados en la historia para Mafia III. El primero, titulado "¡Más rápido, bebé!", se lanzó en marzo de 2017; Presenta la ciudad de Sinclair Parish, ubicada en las afueras de New Bordeaux, y sigue los esfuerzos de Lincoln para exponer la corrupción de su sheriff racista, Walter Beaumont, con la ayuda del activista de derechos civiles Charles Laveau y su hija Roxy. El segundo, titulado Stones Unturned, se estrenó en mayo de 2017 y ve a Lincoln y su amigo John Donovan uniéndose para detener al exagente de la CIA y némesis de Donovan, Connor Aldridge, quien robó un  bomba nuclear con la esperanza de poner fin a la Guerra de Vietnam. El DLC final, titulado "Sign of the Times", se lanzó en julio de 2017 y sigue la investigación de Lincoln sobre una secta satánico llamada Ensanglante.
En mayo de 2020 se lanzó una versión de Mafia III que contiene el juego base y los tres paquetes DLC, titulada Mafia III: Definitive Edition, y luego se incluyó en la colección Mafia: Trilogy.

### Otros juegos
Coincidiendo con el lanzamiento de Mafia II, Twistbox Games desarrolló una versión móvil y la publicó Oasys Mobile; la versión iOS fue publicada por Connect2Media. Sin embargo, el juego no es una adaptación directa de Mafia II, sino que sirve como una precuela que cierra la brecha entre los dos primeros juegos de Mafia. La historia sigue a Marco Russotto, un soldado de la familia criminal Salieri y sobrino del armero de la familia, Vincenzo, que viaja a Empire Bay para encontrar y matar a Tommy Angelo como venganza por su traición a la familia. El juego presenta dos finales posibles, pero sólo uno es canon y conduce a los acontecimientos de Mafia II.
Se lanzó un juego de rol móvil titulado Mafia III: Rivals para vincularlo con el juego principal, desarrollado por Cat Daddy Games para Android y iOS. Rivals se presenta como un juego de rol con mecánicas de combate por turnos. El 28 de marzo de 2017, el mismo día que el primer paquete de contenido descargable del juego, se lanzó una demostración gratuita de Mafia III.
Actualmente se está desarrollando una cuarta entrega.

### Compilaciones y remasterizaciones
En mayo de 2020 se lanzó una versión remasterizada de Mafia II y todos sus paquetes DLC, titulada Mafia II: Definitive Edition, al mismo tiempo que la Definitive Edition de Mafia III. Ambos juegos se incluyeron posteriormente en el paquete Mafia: Trilogy, que también contiene Mafia: Definitive Edition (la nueva versión del primer juego Mafia) y se lanzó junto con él en septiembre de 2020.

## Elementos comunes

### Jugabilidad
Cada juego de la serie Mafia permite al jugador asumir el papel de un criminal en una gran ciudad, generalmente un individuo que planea ascender en las filas del crimen organizado. El personaje del jugador recibe varias misiones de amigos y figuras de la mafia en el inframundo de la ciudad que debe completar para avanzar en la historia.
El uso de vehículos en un entorno urbano explorable proporciona una simulación básica de una ciudad en funcionamiento, con peatones que generalmente obedecen las señales de tráfico. Se utilizan más detalles para desarrollar una atmósfera abierta que se ha utilizado en varios otros juegos. Las normas y reglamentos de tráfico se aplican de forma estricta y realista en los juegos; El incumplimiento de ellas por exceso de velocidad o conducción imprudente generalmente se enfrenta a sanciones como citaciones, y otras violaciones resultan en esfuerzos por parte de las autoridades para tomar represalias más agresivas y así incapacitar al jugador.

### Ambientación
Los juegos de la serie Mafia están ambientados en lugares ficticios inspirados en ciudades estadounidenses, en varios momentos durante el siglo XX, cuando la American Mafia estaba en el apogeo de su poder.
Mafia está ambientada en Lost Heaven durante la década de 1930. Lost Heaven se basa libremente en Nueva York, Chicago y San Francisco. Mafia II está ambientada en la década de 1940 y principios de la de 1950 en Empire Bay, que tiene su sede en Nueva York, Chicago, San Francisco, Los Ángeles, Boston y Detroit. Mafia III está ambientada a finales de la década de 1960 en New Bordeaux, una versión ficticia de Nueva Orleans.

### Personajes
| 2002                             | 2020             | 2010                | 2016              |                                |
| Cast                             |                  |                     |                   |                                |
| Thomas "Tommy" Angelo            | Michael Sorvino  | Andrew Bongiorno    | Michael Sorvino   |                                |
| Vittorio Antonio "Vito" Scaletta | Bill Buell       | Rick Pasqualone     | Rick Pasqualone   | Rick Pasqualone                |
| Joe Barbaro                      |                  |                     | Bobby Costanzo    |                                |
| Lincoln Clay                     |                  |                     |                   | Alex Hernandez                 |
| Don Ennio Salieri                | George DiCenzo   | Glenn Taranto       |                   |                                |
| Paulie Lombardo                  | William DeMeo    | Jeremy Luke         |                   |                                |
| Sam Trapani                      | Matt Servitto    | Don DiPetta         |                   |                                |
| Francis "Frank" Colletti         | Dan Grimaldi     | Steven J. Oliver    |                   |                                |
| Detective John Norman            | David O'Brien    | Dameon Clarke       |                   |                                |
| Sarah Angelo                     | Cara Bouno       | Bella Popa          |                   |                                |
| Vincenzo Ricci                   | John Tormey      | Paul Tassone        |                   |                                |
| Ralph                            | Jeff Gurner      | Ward Roberts        |                   |                                |
| Luigi Marino                     | Paul Scannapieco | Robert Catrini      |                   |                                |
| Don Marcu Morello                | John Doman       | Saul Stein          |                   |                                |
| Sergio Morello Jr.               | Renaud Sebbane   | Matt Borlenghi      |                   |                                |
| Lucas Bertone                    | Jeff Gurner      | Tommy Beck          |                   |                                |
| Councilor Roberto Ghilotti       |                  | Paul Ghiringhelli   |                   |                                |
| Lou                              |                  | Kenny Lorenzetti    |                   |                                |
| Dino                             |                  | Anthony Bonaventura |                   |                                |
| Joey Crackers                    |                  | Guy Nardulli        |                   |                                |
| Billy Ghilotti                   |                  | Jarrett Sleeper     |                   |                                |
| Johnny                           |                  | Jason Kyle          |                   |                                |
| Michelle                         | Laura Maxwell    | Maggie McGovern     |                   |                                |
| Salvatore                        |                  | Jordi Caballero     |                   |                                |
| William Gates                    |                  | Myko Olivier        |                   |                                |
| Carlo                            |                  | Joe Chambrello      |                   |                                |
| Leonardo "Leo" Galante           |                  |                     | Frank Ashmore     | Frank Ashmore                  |
| Henry Tomasino                   |                  |                     | Sonny Marinelli   |                                |
| Federico "Derek" Pappalardo      |                  |                     | Bobby Costanzo    |                                |
| Steve Coyne                      |                  |                     | Mark Mintz        |                                |
| Frank Vinci                      |                  |                     | Larry Kenney      |                                |
| Alberto Clemente                 |                  |                     | Nolan North       |                                |
| Luca Gurino                      |                  |                     | André Sogliuzzo   |                                |
| Carlo Falcone                    |                  |                     | André Sogliuzzo   |                                |
| Eddie Scarpa                     |                  |                     | Joe Hanna         |                                |
| Francesca Scaletta               |                  |                     | Jeannie Elias     |                                |
| Maria Scaletta                   |                  |                     | Joan Copeland     |                                |
| Eric Reilly                      |                  |                     | Brian Bloom       |                                |
| Giuseppe Palminteri              |                  |                     | Rick Pasqualone   |                                |
| Mike Bruski                      |                  |                     | John Mariano      |                                |
| Maria Agnello                    |                  |                     | Carol Ann Susi    |                                |
| Brian O'Neill                    |                  |                     | Liam O'Brien      |                                |
| Harry Marsden                    |                  |                     | Joe Sabatino      |                                |
| Sidney Pen / "The Fat Man"       |                  |                     | John Capodice     |                                |
| Marty Santorelli                 |                  |                     | Jason Spisak      |                                |
| Frankie Potts                    |                  |                     | Jason J. Lewis    |                                |
| Harvey "Beans" Epstein           |                  |                     | Jerry Sroka       |                                |
| Antonio "Tony Balls" Balsamo     |                  |                     | Phil Idrissi      |                                |
| Mickey Desmond                   |                  |                     | Joe Barrett       |                                |
| Bruno Levine                     |                  |                     | Michael H. Ingram |                                |
| Zhe Yun Wong                     |                  |                     | James Sie         |                                |
| Jimmy                            |                  |                     |                   |                                |
| Rocco                            |                  |                     | Mark Mintz        |                                |
| John Donovan                     |                  |                     |                   | Lane Compton                   |
| Father James Ballard             |                  |                     |                   | Gordon Greene                  |
| Cassandra                        |                  |                     |                   | Erica Tazel                    |
| Thomas Burke                     |                  |                     |                   | Barry O'Rourke                 |
| Sal Marcano                      |                  |                     |                   | Jay Acovone                    |
| Giorgi Marcano                   |                  |                     |                   | Mercer Boffey                  |
| "Uncle" Lou Marcano              |                  |                     |                   | Brad Leland                    |
| Tommy Marcano                    |                  |                     |                   | Christopher Corey Smith        |
| Olivia Marcano                   |                  |                     |                   | Erin Matthews                  |
| Nicki Burke                      |                  |                     |                   | Dana Blasingame                |
| Danny Burke                      |                  |                     |                   | Jeff Schine                    |
| Sammy Robinson                   |                  |                     |                   | Leith M. Burke                 |
| Ellis Robinson                   |                  |                     |                   | Justice Nnanna                 |
| Jonathan Maguire                 |                  |                     |                   | Cully Fredricksen              |
| Alma Diaz                        |                  |                     |                   | Danay Garcia                   |
| Emmanuel Lazare                  |                  |                     |                   | Lyriq Bent                     |
| Ritchie Doucet                   |                  |                     |                   | Matt Lowe                      |
| Roman "The Butcher" Barbieri     |                  |                     |                   | Joey Diaz                      |
| Michael Grecco                   |                  |                     |                   | Marrick Smith                  |
| Frank Pagani                     |                  |                     |                   | Jack Conley                    |
| Enzo Conti                       |                  |                     |                   | Matt Gottlieb                  |
| Tony Derazio                     |                  |                     |                   | Gibson Frazier                 |
| Remy Duvall                      |                  |                     |                   | Nolan North                    |
| Nino Santangelo                  |                  |                     |                   | Jordi Caballero                |
| U.S. Senator Richard Blake       |                  |                     |                   | Gene Scandur                   |
| Baka                             |                  |                     |                   | Asante Jones                   |
| Jesse                            |                  |                     |                   | Jonathan MurphyJonathan Cormur |
| Judge Cornelius Holden           |                  |                     |                   | Richard Epcar                  |
| Police Chief Earl Wilson         |                  |                     |                   | Glenn Taranto                  |
| State Senator Walter Jacobs      |                  |                     |                   | Cris D'Annunzio                |
| Alvarez                          |                  |                     |                   | Alex Ruiz                      |
| Hollis Dupree                    |                  |                     |                   | Casey Sander                   |
| Joe                              |                  |                     |                   | Anthony Michael Jones          |
| Alex Ribaldi                     |                  |                     |                   | Chris Tardio                   |
| Stephen Degarmo                  |                  |                     |                   | Matlock Zumsteg                |
| Charles Laveau / "The Voice"     |                  |                     |                   | Dave Fennoy                    |
| Roxy Laveau                      |                  |                     |                   | Kalilah Harris                 |
| Sheriff Slim Beaumont            |                  |                     |                   | John Edward Lee                |
| Mitch "M.J." Decosta             |                  |                     |                   | Thomas Gorrebeeck              |
| Ezekiel Dandridge                |                  |                     |                   | Mahmoud Osman                  |
| Connor Aldridge                  |                  |                     |                   | Andy Davoli                    |
| Robert Marshall                  |                  |                     |                   | Cayleb LongPhillipp Baltus     |
| Chuckie                          |                  |                     |                   | Frank Diaz                     |
| Anna McGee                       |                  |                     |                   | Sofia Vassilieva               |
| Bonnie Blue                      |                  |                     |                   | Janna Bossier                  |
| Oscar                            |                  |                     |                   |                                |
| Lily Robinson                    |                  |                     |                   |                                |

Nota: Una celda gris indica que el personaje no aparece en ese medio.

## Recepción
Los dos primeros juegos de la serie recibieron críticas generalmente positivas, mientras que el tercer juego recibió críticas mixtas. La serie ha sido elogiada por sus narrativas, y la primera entrega fue particularmente elogiada por el realismo de su jugabilidad. Sin embargo, Mafia II fue criticado por su diseño lineal de mundo abierto, y Mafia III fue criticado por su jugabilidad repetitiva y problemas técnicos.
Mafia: Trilogy, que recopila Mafia: Definitive Edition, el remake de 2020 del primer Mafia, así como las Definitive Editions de Mafia II  y Mafia III, generaron ventas de por vida de más de 2 millones de unidades en noviembre de 2020.

### Controversias
Mafia II ha generado cierta controversia tras su lanzamiento. Sonia Alfano, miembro del Parlamento Europeo y presidenta de la asociación italiana para las familias de las víctimas de la mafia y cuyo padre fue asesinado por la mafia, pidió que se prohibiera el juego. Take-Two Interactive respondió al problema, afirmando que la representación del juego de la American Mafia no era diferente de las películas del crimen organizado como "El Padrino". También respondieron a las acusaciones de racismo de Unico National, quienes afirmaron que el juego retrataba a los italoestadounidenses de manera injusta y "adoctrinaba" a los jóvenes en estereotipos violentos.
Mafia II también solía ostentar el récord de mayor cantidad de malas palabras utilizadas en un videojuego, particularmente en lo que respecta a la palabra fuck, que aparece más de 200 veces, superando al poseedor del récord anterior The House of the Dead: Overkill. Sin embargo, fue derrotado en 2013 por Grand Theft Auto V, en el que la palabra fuck se pronuncia o lee más de 1,000 veces.